# I'm Yours (bài hát của Jason Mraz)
"I'm Yours" là một bài hát của nghệ sĩ thu âm người Mỹ Jason Mraz nằm trong album phòng thu thứ ba của anh, We Sing. We Dance. We Steal Things. (2008). Nó được phát hành vào ngày 12 tháng 2 năm 2008 như là đĩa đơn đầu tiên trích từ album bởi Atlantic Records. Ban đầu, bài hát nằm trong EP phiên bản giới hạn Extra Credit (2005) dưới dạng bản thu nháp để quảng bá cho album phòng thu trước của Mraz, Mr. A–Z (2005). Sau đó, "I'm Yours" đã được trình diễn liên tục trong nhiều buổi diễn của nam ca sĩ vào năm 2004 và 2005 và nhanh chóng được người hâm mộ đón nhận, cũng như xuất hiện trong EP đầu tiên nằm trong chuỗi ba đĩa mở rộng để quảng bá album We Sing. (2008). Bài hát được viết lời bởi Mraz, trong khi phần sản xuất được đảm nhiệm bởi Martin Terefe, cộng tác viên quen thuộc xuyên suốt sự nghiệp của anh. Đây là một bản reggae kết hợp với những yếu tố từ folk pop mang nội dung đề cập đến cảm giác của một người đàn ông khi lần đầu tìm được tình yêu đích thực của cuộc đời.
Sau khi phát hành, "I'm Yours" nhận được những phản ứng tích cực từ các nhà phê bình âm nhạc, trong đó họ đánh giá cao giai điệu acoustic mộc mạc, chất giọng của Mraz cũng như quá trình sản xuất nó. Ngoài ra, bài hát còn gặt hái nhiều giải thưởng và đề cử tại những lễ trao giải lớn, bao gồm hai đề cử giải Grammy cho Bài hát của năm và Trình diễn giọng pop nam xuất sắc nhất tại lễ trao giải thường niên lần thứ 51. "I'm Yours" cũng tiếp nhận những thành công vượt trội về mặt thương mại, đứng đầu các bảng xếp hạng ở New Zealand, Na Uy và Thụy Điển, đồng thời lọt vào top 10 ở hầu hết những khu vực nó xuất hiện, bao gồm vươn đến top 5 ở nhiều thị trường lớn như Úc, Áo, Canada, Đan Mạch, Ý và Thụy Sĩ. Tại Hoa Kỳ, nó đạt vị trí thứ sáu trên bảng xếp hạng Billboard Hot 100, trở thành đĩa đơn đầu tiên của Mraz lọt vào top 10 và đạt thứ hạng cao nhất của anh tại đây, đồng thời nắm giữ kỷ lục lúc bấy giờ cho cương vị đĩa đơn trị vì trong bảng xếp hạng lâu nhất trong lịch sử với 76 tuần.
Video ca nhạc cho "I'm Yours" được đạo diễn bởi Darren Doane, trong đó ghi lại toàn bộ hành trình của Mraz đến du lịch ở Hawaii, xen kẽ với những cảnh anh hát ở nhiều địa điểm khác nhau, như trên máy bay và trên xe. Để quảng bá bài hát, nam ca sĩ đã trình diễn nó trên nhiều chương trình truyền hình và lễ trao giải lớn, bao gồm The Ellen Degeneres Show, Saturday Night Live, Today và This Morning, cũng như trong nhiều chuyến lưu diễn của anh. Được ghi nhận là bài hát trứ danh trong sự nghiệp của Mraz, "I'm Yours" đã được hát lại và sử dụng làm nhạc mẫu bởi nhiều nghệ sĩ, như Taylor Swift, One Direction, David Archuleta và Alexander Rybak, cũng như xuất hiện trong nhiều tác phẩm điện ảnh và truyền hình, bao gồm 90210, Coronation Street, Dolphin Tale, Neighbors 2: Sorority Rising, Packed to the Rafters và Privileged. Tính đến nay, nó đã bán được hơn 14 triệu bản trên toàn cầu, trở thành một trong những đĩa đơn bán chạy nhất mọi thời đại.

## Danh sách bài hát
Tải kĩ thuật số
1. "I'm Yours" – 4:03

Đĩa CD tại châu Âu
1. "I'm Yours" – 4:03
2. "If It Kills Me" (từ The Casa Nova Sessions) – 5:00

Đĩa CD maxi tại châu Âu
1. "I'm Yours" – 4:03
2. "Live High" (từ An Avocado Salad Session) – 4:01
3. "If It Kills Me" (từ The Casa Nova Sessions) – 5:00
4. "I'm Yours" (video ca nhạc) – 3:41

## Xếp hạng
| Bảng xếp hạng (2008-12)                    | Vị trí cao nhất |
| ------------------------------------------ | --------------- |
| Úc (ARIA)                                  | 3               |
| Áo (Ö3 Austria Top 40)                     | 2               |
| Bỉ (Ultratop 50 Flanders)                  | 27              |
| Bỉ (Ultratop 50 Wallonia)                  | 2               |
| Brazil (ABPD)                              | 7               |
| Canada (Canadian Hot 100)                  | 3               |
| Cộng hòa Séc (Rádio Top 100)               | 25              |
| Đan Mạch (Tracklisten)                     | 3               |
| Châu Âu Hot 100 Singles (Billboard)        | 17              |
| Phần Lan (Suomen virallinen lista)         | 11              |
| Pháp (SNEP)                                | 74              |
| Đức (Official German Charts)               | 8               |
| Hungary (Rádiós Top 40)                    | 12              |
| Ireland (IRMA)                             | 10              |
| Israel (Media Forest)                      | 1               |
| Ý (FIMI)                                   | 4               |
| Nhật Bản (Japan Hot 100)                   | 13              |
| Hà Lan (Dutch Top 40)                      | 4               |
| Hà Lan (Single Top 100)                    | 9               |
| New Zealand (Recorded Music NZ)            | 1               |
| Na Uy (VG-lista)                           | 1               |
| Bồ Đào Nha Nhạc số (Billboard)             | 1               |
| Romania (Romanian Top 100)                 | 55              |
| Hàn Quốc (Gaon International Singles)      | 5               |
| Tây Ban Nha (PROMUSICAE)                   | 6               |
| Thụy Điển (Sverigetopplistan)              | 1               |
| Thụy Sĩ (Schweizer Hitparade)              | 5               |
| Anh Quốc (OCC)                             | 11              |
| Hoa Kỳ Billboard Hot 100                   | 6               |
| Hoa Kỳ Adult Alternative Songs (Billboard) | 1               |
| Hoa Kỳ Adult Contemporary (Billboard)      | 1               |
| Hoa Kỳ Adult Pop Airplay (Billboard)       | 1               |
| Hoa Kỳ Pop Airplay (Billboard)             | 1               |
| Hoa Kỳ Rhythmic (Billboard)                | 39              |
| Venezuela Pop Rock (Record Report)         | 1               |

| Bảng xếp hạng (2000-09)     | Vị trí |
| --------------------------- | ------ |
| Australia (ARIA)            | 15     |
| Netherlands (Dutch Top 40)  | 75     |
| US Billboard Hot 100        | 61     |
| US Adult Top 40 (Billboard) | 16     |

| Bảng xếp hạng               | Vị trí |
| --------------------------- | ------ |
| US Billboard Hot 100        | 451    |
| US Adult Top 40 (Billboard) | 7      |

| Bảng xếp hạng (2008)                     | Vị trí |
| ---------------------------------------- | ------ |
| Australia (ARIA)                         | 9      |
| Austria (Ö3 Austria Top 40)              | 9      |
| Belgium (Ultratop 40 Wallonia)           | 68     |
| Europe (European Hot 100 Singles)        | 52     |
| Germany (Official German Charts)         | 30     |
| Hungary (Rádiós Top 40)                  | 20     |
| Italy (FIMI)                             | 20     |
| Japan (Japan Hot 100)                    | 78     |
| Netherlands (Dutch Top 40)               | 22     |
| Netherlands (Single Top 100)             | 34     |
| Norway (VG-lista)                        | 2      |
| Sweden (Sverigetopplistan)               | 2      |
| Switzerland (Schweizer Hitparade)        | 17     |
| US Billboard Hot 100                     | 27     |
| US Adult Alternative Songs (Billboard)   | 2      |
| US Adult Contemporary (Billboard)        | 31     |
| US Adult Top 40 (Billboard)              | 10     |
| Bảng xếp hạng (2009)                     | Vị trí |
| Australia (ARIA)                         | 71     |
| Belgium (Ultratop 50 Flanders)           | 62     |
| Belgium (Ultratop 40 Wallonia)           | 20     |
| Canada (Canadian Hot 100)                | 5      |
| Denmark (Tracklisten)                    | 13     |
| Hungary (Rádiós Top 40)                  | 20     |
| Netherlands (Dutch Top 40)               | 116    |
| Netherlands (Single Top 100)             | 89     |
| New Zealand (Recorded Music NZ)          | 6      |
| Spain (PROMUSICAE)                       | 32     |
| Switzerland (Schweizer Hitparade)        | 52     |
| UK Singles (Official Charts Company)     | 40     |
| US Billboard Hot 100                     | 7      |
| US Adult Contemporary (Billboard)        | 1      |
| US Adult Top 40 (Billboard)              | 23     |
| US Pop Songs (Billboard)                 | 28     |
| Worldwide (IPFI)                         | 3      |
| Bảng xếp hạng (2010)                     | Vị trí |
| South Korea (Gaon International Singles) | 6      |
| UK Singles (Official Charts Company)     | 164    |
| Bảng xếp hạng (2011)                     | Vị trí |
| South Korea (Gaon International Singles) | 23     |
| South Korea (Gaon International Singles) | 26     |
| South Korea (Gaon International Singles) | 95     |
| Bảng xếp hạng (2012)                     | Vị trí |
| South Korea (Gaon International Singles) | 36     |
| South Korea (Gaon International Singles) | 45     |
| Bảng xếp hạng (2013)                     | Vị trí |
| South Korea (Gaon International Singles) | 39     |
| South Korea (Gaon International Singles) | 86     |
| Bảng xếp hạng (2014)                     | Vị trí |
| South Korea (Gaon International Singles) | 87     |
| Bảng xếp hạng (2015)                     | Vị trí |
| South Korea (Gaon International Singles) | 51     |
| Bảng xếp hạng (2016)                     | Vị trí |
| South Korea (Gaon International Singles) | 66     |
| Bảng xếp hạng (2017)                     | Vị trí |
| South Korea (Gaon International Singles) | 96     |
| Bảng xếp hạng (2018)                     | Vị trí |
| South Korea (Gaon International Singles) | 99     |

## Chứng nhận
| Quốc gia | Chứng nhận  | Số đơn vị/doanh số chứng nhận |
| --- | ----------- | ----------------------------- |
| Úc (ARIA) | 3× Bạch kim | 210.000^                      |
| Áo (IFPI Áo) | Vàng        | 15.000*                       |
| Bỉ (BEA) | Vàng        | 15.000*                       |
| Canada (Music Canada) | 4× Bạch kim | 40.000^                       |
| Đan Mạch (IFPI Đan Mạch) | Bạch kim    | 15.000^                       |
| Pháp (SNEP) | Vàng        | 150.000*                      |
| Đức (BVMI) | Vàng        | 250.000^                      |
| Ý (FIMI) | 2× Bạch kim | 100.000‡                      |
| México (AMPROFON) | Bạch kim    | 60.000*                       |
| New Zealand (RMNZ) | 2× Bạch kim | 30.000*                       |
| Na Uy (IFPI) | 4× Bạch kim | 40.000*                       |
| Hàn Quốc (Gaon Chart) | None        | 3,841,968                     |
| Tây Ban Nha (PROMUSICAE) | Bạch kim    | 25.000*                       |
| Thụy Điển (GLF) | Vàng        | 10.000^                       |
| Anh Quốc (BPI) | Bạch kim    | 600.000^                      |
| Hoa Kỳ (RIAA) Nhạc số | 9× Bạch kim | 9.000.000‡                    |
| Hoa Kỳ (RIAA) Nhạc chuông | Vàng        | 500.000^                      |
| Streaming |             |                               |
| Đan Mạch (IFPI Đan Mạch) | Vàng        | 900.000^                      |
| * Chứng nhận dựa theo doanh số tiêu thụ. ^ Chứng nhận dựa theo doanh số nhập hàng. ‡ Chứng nhận dựa theo doanh số tiêu thụ và phát trực tuyến. |             |                               |